# Kovács József (operaénekes)
Kovács József (Budapest, 1946. május 21. – Budapest, 2010. június 26.) magyar opera- és operetténekes, színész, rendező, vállalkozó, Csepel díszpolgára.

## Élete
Az 1967-es táncdalfesztiválon tűnt fel.
Zenei tanulmányait előbb az Országos Szórakoztatózenei Központban végezte 1968-1971 között, majd 1971-1974 között a Színház- és Filmművészeti Főiskola hallgatója volt, ahol Vályi Éva, Sipos Jenő, Nádasdy Kálmán, Vámos László és Seregi László tanította.
Közben 1971–1976 között a Budapesti Operettszínház, 1976–1990 között a grazi Opera tagja volt. 1990–től az Interoperett Kft. alapító igazgatója, a nyári szezonban heti rendszerességgel tart előadást társulata a Pesti Vigadóban, tevékenysége között szerepelt fiatal pályakezdő operett- és operaénekesek számára fellépési lehetőség biztosítása. Majd 1996–97-ben a Magyar Televízió Közalapítvány kuratóriumának elnökségi tagja (MSZP). 1997 januárja és márciusa között a Magyar Szinkronúszó Szövetség elnöke volt. A 2004-ben alapította a Belvárosi Színházat, amelyet haláláig igazgatott.
2010. június 26-án hunyt el Budapesten. Sírja a Farkasréti temetőben található.

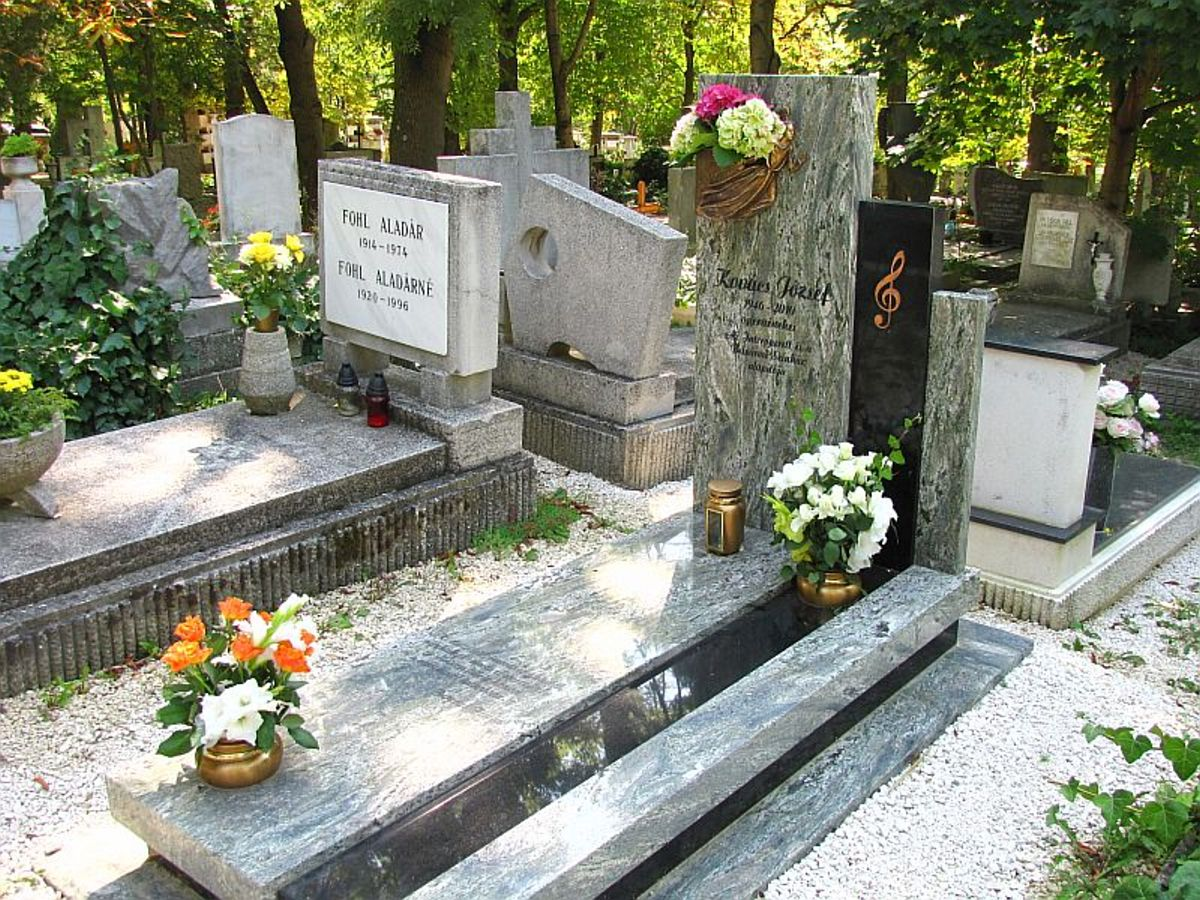
Sírja a Farkasréti temetőben (25/III-1)

## Színházi szerepei
- Martos-Bródy: Sybill....Petrov
- Kálmán Imre: Csárdáskirálynő....Edvin
- Adujev: Dohányon vett kapitány....Iván
- Halévy-Crémieux: Orpheus az alvilágban....Orpheus
- Wilner-Bodanszky: Cigányszerelem....Gábor
- Brammer-Grünwald: Montmartre-i ibolya....Raoul
- Bakonyi Károly: János vitéz....Kukorica Jancsi
- Herzer-Löhner-Beda: A mosoly országa....Szu-csong

## Televíziós munkái
- Szeretlek Ágnes... (közreműködő)
- Interoperett (2010) (szereplő)
- Interoperett Újévi Gálakoncert a Belvárosi Színházból (2009) (házigazda)
- Interoperett Újévi Gálakoncert (2008) (szereplő)
- Interoperett Újévi Gálakoncert a Belvárosi Színházból (2007) (rendező, szereplő)
- Újévi gálakoncert 2006. (2006) (rendező)
- Interoperett (rendező, közreműködő)
- "Jöjj vissza hozzám..." - Kovács Józsi születésnapi műsora (szereplő)
- Késő este Hajós Andrással (vágó)

## Filmjei
- Szép lányok, ne sírjatok! (1970)
- Vidám elefántkór (1971)
- Égi bárány (1971)
- Végre, hétfő! (1971)
- Bástyasétány hetvennégy (1974)
- Aranymadár (1999)

## Nagylemeze
- Vágyom egy nő után
- Kedvencek
- Válogatás operettdalokból

## Díjai
- A táncdalfesztivál különdíja (1967, 1968, 1969)

## Külső hivatkozások
- Delmagyar.hu
- Meghalt Kovács József operetténekes
- Elhunyt Kovács József énekes
- Kovács József a PORT.hu-n (magyarul)
- Kovács József az Internet Movie Database oldalon (angolul)
- Magyar színházművészeti lexikon
- Színházi adattár. Országos Színháztörténeti Múzeum és Intézet. (Hozzáférés: 2025. május 26.)